# Bogolep (Ancuch)
Bogolep, imię świeckie: Michaił Romanowicz Ancuch, (ur. 28 października?/10 listopada 1911 w Skoryczach, zm. 6 października 1977) – biskup Rosyjskiego Kościoła Prawosławnego pochodzenia białoruskiego.

## Życiorys
Urodził się w religijnej rodzinie chłopskiej. W 1925 ukończył siedmioklasową szkołę. W 1934 został przyjęty w poczet posłuszników monasteru Zaśnięcia Matki Bożej w Żyrowicach i tam w 1936 złożył wieczyste śluby mnisze, przyjmując imię Bogolep. 20 maja tego samego roku został wyświęcony na hierodiakona, zaś 14 października 1939 - na hieromnicha. 15 lipca 1943 metropolita miński Pantelejmon nadał mu godność igumena i wyznaczył na przełożonego Monasteru Żyrowickiego. Godność tę ihumen Bogolep pełnił do 1947, gdy został proboszczem parafii w Kriwoszinie (obwód brzeski). Po roku podjął naukę w seminarium duchownym w Leningradzie; dwa lata później podjął zaoczne studia teologiczne na Leningradzkiej Akademii Duchownej. Równocześnie objął obowiązki proboszcza cerkwi w Dobruszu (obwód homelski). W 1954 na własną prośbę przeszedł do służby w eparchii briańskiej jako proboszcz parafii św. św. Piotra i Pawła w Klincach. 1 stycznia 1959 patriarcha moskiewski i całej Rusi Aleksy I wyznaczył go na przełożonego monasteru św. Teodozjusza w Bałcie, nadając mu pięć dni później godność archimandryty. Od marca 1959 był ponadto dziekanem dekanatu bałckiego. Od 1961 był proboszczem cerkwi św. Dymitra w Odessie i dziekanem cerkwi w dekanacie odeskim.
9 listopada 1963 w Ławrze Troicko-Siergijewskiej miała miejsce jego chirotonia na biskupa mukaczewskiego i użhorodzkiego. Po dwóch latach został przeniesiony do eparchii kijowskiej w charakterze jej wikariusza z tytułem biskupa perejasławsko-chmielnickiego. 25 maja 1965 objął katedrę kirowohradzką. W 1974 otrzymał godność arcybiskupią. W swojej działalności był wymagający wobec duchowieństwa, zwalczając przede wszystkim zwyczaje liturgiczne wywodzące się ze zlikwidowanej na terenie ZSRR Cerkwi greckokatolickiej. Od kandydatów do przyjęcia święceń diakońskich i kapłańskich wymagał ukończenia seminarium duchownego. W 1976 obwodowy pełnomocnik Rady ds. Religii przy Radzie Ministrów ZSRR uznał go za jednego z najbardziej "fanatycznych i reakcyjnych" ordynariuszy w Rosyjskim Kościele Prawosławnym, co doprowadziło do przeniesienia hierarchy w stan spoczynku w 1977. Bogolep (Ancuch) zmarł w tym samym roku po ciężkiej chorobie i został pochowany na cmentarzu mnichów monasteru Zaśnięcia Matki Bożej w Odessie.